# 379
| [ Edytuj tabelę ] |                                                                          |
| Władca Guptów     | - 375 Ćandragupta II 414                                                 |
| Władca Korei      | - 371 Sosurim 384                                                        |
| Papież            | - 366 Damazy I 384                                                       |
| Król Persji       | - 309 Szapur II 379 - 379 Ardaszir II 383                                |
| Cesarz Rzymu      | - 375 Walentynian II 392 - 375 Gracjan 383 - 379 Teodozjusz I Wielki 395 |
| Król Wandalów     | - 359 Godigisel 406                                                      |

Rok 379 / CCCLXXIX
stulecia: III wiek ~
IV wiek ~
V wiek

lata: 369 «
374 «
375 «
376 «
377 «
378 «
379
» 380
» 381
» 382
» 383
» 384
» 389

## Wydarzenia
Azja
- Buddyzm religią państwową w Chinach.

Cesarstwo rzymskie
- 19 stycznia – cesarz rzymski Gracjan mianował Teodozjusza władcą wschodniej części Cesarstwa.
- Cesarz Gracjan zrezygnował z funkcji najwyższego kapłana rzymskiego - pontifex maximus.

Mezoameryka
- 13 września – Yax Nuun Ahiin I został królem majańskiego miasta Tikál.

## Zmarli
- 1 stycznia – Bazyli Wielki, biskup i teolog, zaliczany do Ojców Kościoła.
- 21 lutego – Irena, siostra papieża Damazego.
- 30 grudnia – Festus, rzymski historyk.
- Szapur II, król Persji.